# Kennet Johansson

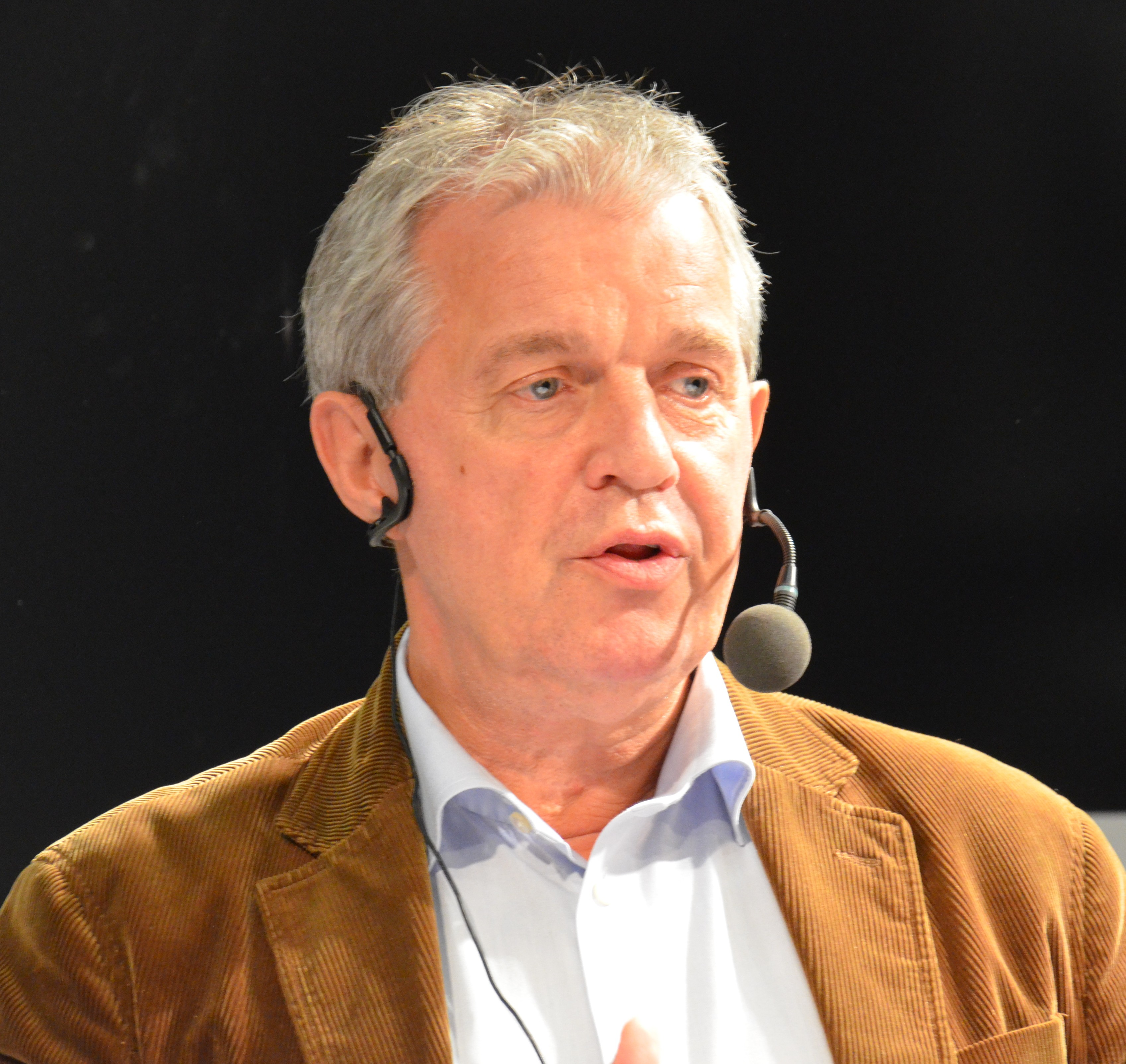
Kennet Johansson på Bok & Biblioteksmässan i Göteborg 2012

Kennet Johansson, född 1954 i Hörby, är en svensk ämbetsman.
Kennet Johansson utbildade sig till biolog på Lunds universitet. Han har varit intendent på Kristianstads läns museum, chef för Vänermuseet i Lidköping, chef för Malmö Museer 1999-2005, chef för kulturförvaltningen i Göteborgs kommun 2005-2007 och  var under perioden januari 2008 - februari 2013 chef för Statens kulturråd.